# Naukratisz
Naukratisz (görög nyelven: Ναύκρατις, jelentése ’tengeri győzelem’; latin Naucratis; egyiptomi Piemro) ókori görög kereskedőváros volt Alsó-Egyiptomban, a Nílus folyó deltájában. Az egyiptomi szaiszi dinasztia a görögök előtt részben megnyitotta az országot. Sok görög zsoldos szolgált az egyiptomi hadseregben, de mellettük kereskedők is éltek itt, akik a Nílus deltájában Naukratisz városát alapították meg, melyet kr. e. 550-ben II. Jahmesz a helléneknek, különösen pedig a milétosziaknak jelölt ki települ; a város kereskedelmi szerepe folytán hamar felvirágzott, csak az i. e. 4. századtól, 
a közeli Alexandria alapításával párhuzamosan indult hanyatlásnak. Naukratiszi Athénaiosz, Phülarkhosz és Iuliosz Polüdeukész szülővárosa volt.
A régészeti bizonyítékok azt sugallják, hogy az egyiptomi ókori görögök története a mükénei korszakig mindenképpen, de valószínűleg a minoszi korig is visszanyúlik. Letelepedésük célja kizárólag a kereskedelmi tevékenység volt, hiszen ezeknek a kultúráknak állandó görög gyarmattelepülése nem ismert. A mükénéi görög civilizáció és az ezt követő görög sötét korok (i.e. 1200 körül) összeomlása után a görög kultúra virágzott az i. e. 7. században, és vele együtt megújultak a kapcsolatok kelettel és a két nagy folyami civilizációval, Mezopotámiával és a Nílus vidékével.

## Fekvése
Alsó-Egyiptomban, a canopusi Nílus-ág jobb partján, Szaisztól néhány mérföldnyire nyugatra feküdt. Neve ma Nebireh.

## Története
Az első adat Egyiptom történetében a görögökről az i.e. 7. századból maradt fenn Hérodotosz történeteiben a jón és a káriai kalózokról, akik a vihar által szenvedtek hajótörést a Nílus-deltában vagy annak közelében, és akiket az egyiptomi XXVI. dinasztia uralkodója, I. Pszammetik (i.  e. 664–610) támogatásban részesített, illetve a hajótörött kalózokat zsoldosainak fogadva két területet (vagy στρατόπεδα, azaz táborokat) adott a Nílus pelusiumi ágának mindkét oldalán.
I. e. 570-ben a II. Uahibré fáraó (i. e. 589–570) uralkodása alatti zsoldoshadsereg leszármazottainak táborhelyét – akiket 30 000 káriaiból és iónból állítottak ki egy korábbi, II. Jahmesz (ur. i. e. 570–526) elleni lázadás leverésére, a „táborokat” felszámolta, és a görög katonákat áthelyezte Memphiszbe, ahol feladatuk a fáraó „őshonos egyiptomiakkal szembeni” megvédése volt.
Hérodotosz szerint II. Jahmesz az Egyiptomba telepített görögök lakóhelyéül Naukratiszt jelölte ki, tehát „nekik adta a várost (polisz)”, ami azt jelzi, hogy már abban az időben létező város lehetett (ezt régészeti bizonyítékok is alátámasztják). Ez az idősebb település valószínűleg kicsi volt, egyiptomiak, görögök és esetleg föníciaiak lakták. Ebből következtethető, hogy a várost átadták a görögöknek, akik "bérlői" lettek, közvetlenül az 570-es évek után. E szerint a régészek által megállapított i. e. 625. év lehet település tényleges telepítési ideje.
II. Jahmesz szabadkikötőt létesített Naukratiszban, ahonnan kereskedelmi kapcsolatokat alakított ki a Nyugattal. Ezzel valószínűsíthető célja az volt, hogy a betelepedett görögöket egyben- és ellenőrzés alatt tartsa. Naukratsiz nem vált tehát görög gyarmatvárossá, hanem egyfajta kereskedelmi lerakat, korabeli görög szóval empórion lett, hasonlóan az észak-szíriai al-Mínához.
Hérodotosz szerint a fallal körbevett szentélykörzet, a Hellénion tulajdonképpen nem volt más, mint kilenc görög városállam által fenntartott kereskedelmi lerakat. A kilenc polisz:
- négy jón: Khiosz, Klazomenai, Teósz és Phókaia;
- négy dór: Rhodosz, Halikarnasszosz, Knidosz és Phaszélisz;
- egy aiol: Mütiléné.

Milétosz, Számosz és Aigina saját külön szentélyekkel rendelkeztek. Így legalább tizenkét görög városállam olyan együttműködésben dolgozott együtt, amely nemcsak ritkának, hanem tartósnak is bizonyult.
Naukratisz később a római birodalom alatt a görög kultúra egyik fontos központjává vált, és a második és a korai harmadik évszázadban több ünnepelt szónokot is nevelt. A 3. században élt író, Athenaiosz is Naukratiszból származik.
Naukratisz hamarosan mélységes ihlető forrása lett a görögöknek, újra felfedezve az egyiptomi építészet és a bronzkor óta elveszett szobrászat csodáit. Az egyiptomi leletek hamarosan megkezdték áramlásukat a görög kereskedelmi útvonalak mentén, a jón-görög világ otthonaiba és műhelyeibe, valamint Aigina útján, görögországi városállamaihoz.

## Régészet
A helyszínt Flinders Petrie fedezte fel, aki 1884-5-ben végzett itt ásatást. Őt Ernest Arthur Gardner és végül David George Hogarth követte 1899-ben és 1903-ban.
A régészeti leletek az északi és déli negyedek két területére estek. A legtávolabbi déli hely egy nagy egyiptomi raktár vagy kincstár volt (a jobb oldali vázlat - amelyet Petrie eredetileg "nagy temenosnak" nevezett), és ettől északra, egy 14m. x 8m.-es görög Aphrodite templom, (Hérodotosz listáján nincs említve). Közvetlenül e templomtól keletre egy kis gyárat találtak a fajansz barázdált pecsétek készítéséhez.
Az északi részen több templomromot találtak (E:Héra templom, F:Apolló templom G: Dioscuri temploma).
Az amerikai régészek, W. Coulson és A. Leonard 1977-1978-ban alapították a "Naucratis Project" -ot, 1977-1978-ban további felméréseket és ásatásokat végeztek a helyszíntől délre 1980-tól 1982-ig (a Egyiptomban az amerikai kutatóközpont.) Sajnos az eredeti északi szentélyrész mintegy 15 méter mély víz alá került. A nagyvízmélység akadálya lehetetlenné tette a víz alá került terület feltárását.
Ptol. Hogarth-szal együtt egyetértettek abban, hogy az itt feltárt Petrie "nagy temenos" valójában egy egyiptomi épület, és valójában a város teljes déli része nem volt görög.
Az itt feltárt leletek többségében vázák voltak (néhány egész, valamint töredékek), amelyeket votive-ként használtak a templomokban, valamint kőszobrok és pecsétek. Ezek szétszóródtak múzeumokban és gyűjteményekben szerte a világon, a korábbi anyag nagyrészt Nagy-Britanniába (főleg a British Museum), majd később a Graeco-Roman Múzeumba, Alexandriába került.

## Kereskedelem
A kereskedelem terén az egyiptomiak többnyire gabonát, vásznakat és papiruszt szállítottak, míg a görögök ezüstöt, fát, olívaolajat és bort.